# Battaglia di Plymouth (1864)
La battaglia di Plymouth, combattuta nell'aprile 1864 in Carolina del Nord, è stato un episodio della guerra di secessione americana

## La battaglia
Il 17 aprile 1864 le forze sudiste guidate dal generale maggiore Joke attaccarono la guarnigione federale a Plymouth (in Carolina del Nord).
Due giorni dopo la corazzata confederata CSS Albemarle raggiunse la città e, dopo un breve scontro, affondò la USS Southfield e danneggiò la USS Miami. Le altre unità della flotta nordista sul fiume si lanciarono dunque all'inseguimento della Albemarle.
Hoke ne approfittò per lanciare un attacco decisivo contro le truppe nemiche e, il 20 aprile, dopo aver espugnato Fort Comfort costrinse i rimanenti soldati nordisti, che si erano asserragliati a Fort Williams, ad arrendersi.

## Ordine di battaglia

### Forze nordiste
- 1st North Carolina Union Volunteers
- 2nd North Carolina Union Volunteers
- 101st Pennsylvania Volunteers
- 103rd Pennsylvania Volunteers
- 16th Connecticut Infantry
- 85th New York Light Infantry
- 10th US Colored Infantry
- 37th US Colored Infantry
- 2nd US Colored Cavalry
- 12th New York Cavalry
- 2nd Massachusetts Heavy Artillery
- 24th New York Independent Battery

Naval
- USS Miami
- USS Southfield
- USS Ceres
- USS Whitehead
- USS Massasoit

### Forze Confederate
Divisione di Hoke
- Brigata di Hoke
  - 6th North Carolina Infantry
  - 21st North Carolina Infantry
  - 43rd North Carolina Infantry
  - 54th North Carolina Infantry
  - 21st Georgia Infantry
- Brigata di Ransom
  - 8th North Carolina Infantry
  - 24th North Carolina Infantry
  - 25th North Carolina Infantry
  - 35th North Carolina Infantry
  - 49th North Carolina Infantry
  - 56th North Carolina Infantry
- Brigata di Kemper
  - 1st Virginia Infantry
  - 3rd Virginia Infantry
  - 7th Virginia Infantry
  - 11th Virginia Infantry
  - 24th Virginia Infantry

Battaglione di Dearing
- 8th Confederate Cavalry
- Virginia Horse Artillery

Battaglione di Branch
- Pegram's Battery
- Miller's Artillery
- Bradford's Battery

Battaglione di Moseley
- Montgomery (Alabama) True Blues Infantry
- Wilmington Light Artillery

Battaglione di Guion:
- 1st NC Artillery - Co.s B, G & H.

Battaglione di Read:
- 38th Virginia Battalion of Light Infantry
  - Fauquier Artillery (Co. A)
  - Richmond Fayette Artillery (Co. B)
  - Bloundt's Lynchburg Artillery (Co. D)

Navi
- CSS Albemarle
- CSS Cotton Plant